# حلقة بلينج
حلقة بلينج (بالإنجليزية: The Bling Ring)‏ هو فيلم دراما وجريمة أمريكي مستوحى من أحداث حقيقية. من إخراج وكتابة وإنتاج صوفيا كوبولا، وبطولة إيما واتسون وليزلي مان وتيسا فارميجا، إضافة إلى الوجوه الجديدة إسرائيل بروسارد وكيتي تشانغ وجورجيا روك. بدء تصوير الفيلم في مارس 2012. وافتتح قسم Un Certain Regard ضمن مهرجان كان السينمائي لعام 2013. من المقرر طرحه في دور السينما في 14 يونيو، 2013.
قبل صدوره، تلقى الفيلم مراجعات إيجابية من النقاد، حيث جائت نسبة 60% من المراجعات إيجابية على موقع موقع الطماطم الفاسدة مع متوسط تقييم 10/6، بنائاً على 10 مراجعات.

## قصة
مستوحى من أحداث حقيقية، مجموعة من المراهقات مهووسات بالشهرة والموضة، ريبيكا (قائدة الحلقة) و مارك ونيكي و سام وكلو، يعروفون بحلقة بلينج، يقومون بتتبع منازل المشاهير عبر الإنترنت، تمهيدًا لسرقتها. من بين الضحايا باريس هيلتون وليندزي لوهان وميغان فوكس ورايتشل بيلسن وأودرينا باتريدج وأورلاندو بلوم.

## وصلات إضافية
- الموقع الرسمي
- حلقة بلينج في قاعدة بيانات الأفلام العربية
- حلقة بلينج على موقع IMDb (الإنجليزية)
- حلقة بلينج على موقع ميتاكريتيك (الإنجليزية)
- حلقة بلينج على موقع روتن توميتوز (الإنجليزية)
- حلقة بلينج على موقع نتفليكس (الإنجليزية)
- حلقة بلينج على موقع قاعدة بيانات الأفلام العربية
- حلقة بلينج على موقع ألو سيني (الفرنسية)
- حلقة بلينج على موقع Turner Classic Movies (الإنجليزية)
- حلقة بلينج على موقع أول موفي (الإنجليزية)
- حلقة بلينج على موقع بوكس أوفيس موجو (الإنجليزية)
- حلقة بلينج على موقع فيلمافينيتي (الإسبانية)